# Iowa Colony
Iowa Colony es una villa ubicada en el condado de Brazoria en el estado estadounidense de Texas. En el Censo de 2010 tenía una población de 1.170 habitantes y una densidad poblacional de 61,65 personas por km².

## Geografía
Iowa Colony se encuentra ubicada en las coordenadas 29°26′28″N 95°25′4″O / 29.44111, -95.41778. Según la Oficina del Censo de los Estados Unidos, Iowa Colony tiene una superficie total de 18.98 km², de la cual 18.94 km² corresponden a tierra firme y (0.2%) 0.04 km² es agua.

## Demografía
Según el censo de 2010, había 1.170 personas residiendo en Iowa Colony. La densidad de población era de 61,65 hab./km². De los 1.170 habitantes, Iowa Colony estaba compuesto por el 65.04% blancos, el 5.64% eran afroamericanos, el 2.22% eran amerindios, el 5.9% eran asiáticos, el 0.17% eran isleños del Pacífico, el 18.63% eran de otras razas y el 2.39% pertenecían a dos o más razas. Del total de la población el 39.49% eran hispanos o latinos de cualquier raza.